# محدودیت‌های اینترنت در کشور ترکیه
«محدودیت‌های اینترنت در کشور ترکیه» اول در «قانون ارتباطات الکترونیکی» (ای‌سی‌اِل) تصویب و سپس برای تأیید نهایی در اختیار «سازمان فناوری‌های اطلاعات و ارتباطات» قرار می‌گیرد.
در سال ۲۰۱۸، پارلمان ترکیه قانونی تصویب کرد که به موجب آن «تنظیم‌کنندهٔ رسانه‌های ملی» یا همان «شورای عالی رسانه» اجازهٔ نظارت و اعمال محدودیت بر خدمات اینترنتی را بر عهده دارد. بر اساس این قانون شرکت‌های ارائه خدمات آنلاین که نیاز به پخش فایل تصویری یا پخش زندهٔ برنامه‌های خود به کاربران ترکیه دارند باید مجوز قانون داشته باشند.
اینترنت کشور ترکیه با وجود بیش از چهل و دو میلیون کاربر فعال در رده‌بندی جهانی در مجموعهٔ «غیر آزاد» قرار دارد. دولت کشور ترکیه بارها دسترسی کاربران به وبسایت‌هایی مانند فیس‌بوک، تویتر، یوتیوب و ویکی‌پدیا را مسدود کرده‌است. بر اساس گزارش شفافیت تویتر، کشور ترکیه سانسور اینترنتی انجام می‌دهد.